# عرب‌های اروپا
عرب‌های اروپا (به عربی: عرب أوربا)؛ (به انگلیسی: Euro-Arabs) گروه قومی بزرگ مهاجر و کوچیده به کشورهای حوزه اتحادیه اروپا با تبار عرب به صورت یک رگه و دورگه گفته می‌شود. که به عنوان عرب‌های دور از وطن (دیاسپورا) نیز شناخته می‌شوند. که گروه قومی خارج از جهان عرب را تشکیل می‌دهند. بسیاری از عرب‌ها از منطقه مغرب عربی به اروپا کوچیده‌اند.
برآورد فعلی از جمعیت عرب در اروپا حدود ۱۵ میلیون نفر است که عمدتاً در فرانسه، ایتالیا، هلند، بلژیک، آلمان، بریتانیا، سوئد، اسپانیا، یونان و دانمارک متمرکز هستند. که رتبه نخست مهاجران از مراکش با (۲٫۲ میلیون) هستند، به صورت تفکیک جمعیت از کشورهای الجزایر (۱٫۴ میلیون), تونس (۹۵۰٬۰۰۰), لبنان (۷۰۰٬۰۰۰), فلسطین (۷۰۰٬۰۰۰), سوریه (۳۵۰٬۰۰۰), عراق (۲۵۰٬۰۰۰), مصر (۲۲۰٬۰۰۰), اردن (۱۵۰٬۰۰۰), یمن (۱۵۰٬۰۰۰), لیبی (۱۰۰٬۰۰۰) و سودان (۱۰۰٬۰۰۰) در اتحادیه اروپا سکونت دارند. اکثر اعراب در اروپا از پیروان اسلام هستند، اما یک جامعه قابل ملاحظه‌ای مسیحی عرب نیز در اروپا زندگی می‌کنند؛ به عنوان مثال، تقریباً نیمی از مهاجران لبنانی مسیحی هستند که پیرو کلیسای کاتولیک و مارونی هستند.